# Phare de Lundy
Le vieux phare de Lundy (ou Old Light) est un ancien phare situé sur Beacon Hill, le point le plus haut de l'île Lundy dans le canal de Bristol du comté de Devon en Angleterre. Il a été remplacé par le phare nord de Lundy et le phare sud de Lundy.
Depuis 1990, il est protégé en tant que monument classé du Royaume-Uni de Grade II* .

## Histoire
Les fondations d'un premier phare sur l'île Lundy ont été posées en 1787, mais le premier phare (maintenant connu sous le nom de Old Light) n'a été construit que lorsque Trinity House a obtenu un bail de 999 ans en 1819.
La tour de granit mesure 30 m de haut. Elle a été érigée sur le point le plus haut de l'île et a été conçu par Daniel Asher Alexander et construit par Joseph Nelson. Parce que le site, Beacon Hill, est à 143 m au dessus du niveau de la mer, la plus grande hauteur pour la construction d'un phare en Angleterre, la lumière était souvent obscurci par le brouillard. Pour résoudre ce problème, un signal de brouillard a été construit vers 1861.
Le phare possédait deux lumières : une lumière basse émettant une lumière blanche fixe et une lumière haute émettant une lumière blanche rapide clignotante toutes les 60 secondes. Cependant, cette rotation rapide a donné l'impression que ce feu était aussi une lumière fixe sans clignotement détectable. Cela peut avoir contribué au naufrage, à Cefn Sidan (en), de La Jeune Emma, un bateau reliant la Martinique à Cherbourg en 1828. 13 des 19 personnes à bord se sont noyés, dont Adeline Coquelin, la nièce âgée de 12 ans de la femme divorcée de Napoleon Bonaparte Joséphine de Beauharnais.
En raison de plaintes consécutives à la difficulté d'apercevoir la lumière dans le brouillard, le phare a été abandonné lorsque les deux autres phares ont été construits et mis en service en 1897. Le vieux phare et les maisons des gardiens sont maintenus ouverts par le Landmark Trust pour des locations de vacances.
Identifiant : ARLHS : ENG-073 .
|                                    |
| Intérieur de la lantyerne du phare |

|                |
| Le vieux phare |

### Lien connexe
- Liste des phares en Angleterre